# Gilberto Pavan
Gilberto Pavan (Conegliano, 13 ottobre 1986) è un ex rugbista a 15 e allenatore di rugby a 15 italiano, attivo nel ruolo di tre quarti centro.
Dal 2023 è l’allenatore del Viadana

## Biografia
Cresciuto nel vivaio del Benetton, nel 2005 fu trasferito al Parma, insieme al fratello gemello Riccardo. Dopo il debutto nella massima serie, avvenuto nella stagione 2006-07, rimase per quattro campionati con la società emiliana, vincendo due Coppe Italia, nel 2007-08 e nel 2008-09, e una Supercoppa.
Non ancora esordiente in nazionale, fu convocato dal ct Nick Mallett per il tour di metà anno 2009 in Australasia, ma dovette rinunciare a causa della rottura dei legamenti di un ginocchio.
Nel 2010-11 passò alla neonata franchise degli Aironi, al loro debutto nella Celtic League, con i quali rimase fino allo scioglimento del club, avvenuto alla fine della stagione 2011-12. Durante la sua permanenza nella franchigia scrisse, insieme al fratello Riccardo, un pezzo di storia del rugby: furono la prima coppia di gemelli a giocare per la stessa squadra nella storia della Celtic League e del Pro12.
Dalla stagione successiva indossò la maglia del Viadana, con la quale vinse i Trofei Eccellenza 2012-13, 2015-16 e 2016-17. Il 4 marzo del 2017, nella partita vinta contro San Donà per 40-17, festeggiò le 100 presenze con la maglia del Viadana tra campionato, Trofeo Eccellenza ed European Challenge Cup.

## Palmarès
- Coppe Italia: 2
Parma: 2007-08, 2008-09
- Supercoppe d'Italia: 1
Parma: 2008
- Trofei Eccellenza : 3
Viadana: 2012-13, 2015-16, 2016-17